# Dona Flor et ses deux maris
Pour plus de détails, voir Fiche technique et Distribution.
Dona Flor et ses deux maris (Dona Flor e Seus Dois Maridos) est un film brésilien de Bruno Barreto, adapté du roman éponyme de Jorge Amado, sorti en 1976.
En novembre 2015, le film est inclus dans la liste établie par l'Association brésilienne des critiques de cinéma (Abraccine) des 100 meilleurs films brésiliens de tous les temps.

## Synopsis
Bahia, 1943. Une professeure de cuisine, la jeune Floripides, épouse le beau Vadinho, ardent, joueur et dépensier. À force d'excès, il meurt un jour de carnaval. Dona Flor est désespérée et la jeune femme vit mal son veuvage.
Conseillée par des amies bigotes, elle prend un deuxième époux, Teodoro, un pharmacien aussi sage et terne que Vadinho était séduisant et imprévisible. Ce dernier ne l'entend pas de cette oreille et revient d'entre les morts se manifester à sa veuve.

## Fiche technique
- Titre original : Dona Flor e Seus Dois Maridos
- Réalisation : Bruno Barreto
- Scénario : Bruno Barreto, Eduardo Coutinho et Leopoldo Serran d'après le roman de Jorge Amado
- Musique originale Chico Buarque de Holanda et Francis Hime
- Photographie : Murilo Salles
- Montage : Raimundo Higino
- Décor : Anisio Medeiros
- Pays :  Brésil
- Genre : Comédie, fantastique
- Dates de sortie en salles :
  - Brésil : 22 novembre 1976
  - France : 3 août 1977
- Film interdit aux moins de 16 ans lors de sa sortie en salles en France

## Distribution
- Sônia Braga : Dona Flor (Florípides) Guimarães
- José Wilker : Valdomiro 'Vadinho' Santos Guimarães
- Mauro Mendonça : Dr Teodoro Madureira
- Dinorah Brillanti : Rozilda
- Nelson Xavier : Mirandão, ami de Vadinho
- Arthur Costa Filho : Carlinhos le guitariste
- Rui Resende : Cazuza l'ivrogne
- Mário Gusmão : Arigof
- Nelson Dantas : Clodoaldo le poète
- Haydil Linhares : Norminha, une amie de Flor
- Nilda Spencer : Dinorah, une amie de Flor

## Distinctions
- Meilleur film, meilleure musique et meilleur décor au Festival du film de Gramado en 1977.

## Box-office
Le film a été le film brésilien le plus populaire de tous les temps avec 10,73 millions d'entrées et n'a été surpassé que par Troupe d'élite 2 en 2010. Il s'agit du deuxième film le plus populaire au Brésil après Les Dents de la mer, avec 13 millions d'entrées. En 1998, il est devenu le troisième film le plus populaire, seuls Les Dents de la mer et Titanic, avec 16 millions d'entrées, le devançant. 
Son érotisme lui a cependant valu d'être censuré (quelques scènes coupées).

## Remake
Un remake en a été fait en 1982 aux États-Unis : Mon fantôme bien-aimé avec Sally Field.